# Бучикхи, Чико
Чико Бучикхи (англ. Chico Bouchikhi) — французский музыкант, гитарист, бывший участник группы Gipsy Kings (Цыганские Короли (или Бароны)). Он был одним из организаторов этой группы и соавтором таких хитов как Bambolеo и Volare. Ушёл из группы в 1990 году практически сразу после выпуска альбома Mosaique в ноябре 1989 года. Его новым проектом стала группа Chico and the Gypsies.
Чико Бучикхи имеет марокканские корни, его настоящее имя — Джалул Бучикхи (Jahloul Bouchikhi). Чико женат на дочери Хосе Рэйеса, члена и основателя Gipsy Kings. Брат Чико — Ахмед Бучикхи был по ошибке убит в Лиллехаммере агентами Моссада, которые приняли его за лидера террористической организации «Чёрный сентябрь» Али Хасана Саламе в так называемом Лиллехаммерском деле в июле 1973 года.
Чико Бучикхи также является специальным посланником мира от организации ЮНЕСКО. Он вместе со своей группой организовал свой главный концерт в Израиле, несмотря на то, что его брат был убит израильскими спецслужбами. Чико также играл свою музыку в 1993 году в Осло во время мирных переговоров между Шимоном Пересом и Ясиром Арафатом.